# ブレイクアウェイ (アーマ・トーマスの曲)
ブレイクアウェイ（Break-A-Way）は、ジャッキー・デシャノン作詞、シャロン・シーリー作曲の楽曲である。1964年にアーマ・トーマスがインペリアル・レコードよりシングル「Wish Someone Would Care」のB面としてリリースした。
「Wish Someone Would Care」はBillboard Hot 100の17位を記録するヒットとなったものの、B面のこの曲はヒット・チャートに登場することはなかった。

## トレイシー・ウルマンのバージョン
イギリス出身の女優、コメディエンヌ、歌手のトレイシー・ウルマンが1983年にカバー・バージョンを発売。イギリスでシングル・チャート4位のヒットとなった。

## その他バージョン
メジャー・アクシデント
1983年8月発売のシングル「PNEUMATIC PNEUROSIS」に収録。
ジャッキー・デシャノン
1960年代録音のデモ・バージョンが『What The World Needs Now Is . . . Jackie De Shannon, The Definitive Collection』(1994年)に収録。
ザ・スクーターズ
『涙のブレイク・アウェイ』というタイトルでカバーし、アルバム『コンプリート・コレクション』に収録。
チロリアンテープ・チャプター4
LP『THE FIRST SESSION WITH』収録。
SNAIL RAMP
1997年9月21日発売のシングル「FLATFISH COMES!」に収録。
ザ・ミルキィズ
2007年11月27日発売のアルバム『LOVER SOUL』に収録。

## タイアップ
- テレビ東京系列のバラエティ番組『ペット大集合!ポチたま』のエンディングとして、トレイシー・ウルマンの「Breakaway」が起用されていた。